# Eytan Stibbe
Eytan Meir Stibbe (în ebraică:איתן מאיר סטיבה, născut la 12 ianuarie 1958 la Haifa)  este un om de afaceri și filantrop, aviator și cosmonaut cu titlu privat israelian. Este al doilea astronaut din istoria Israelului, cel dintâi israelian care a participat la o misiune într-o stație spațială internațională.

## Biografie
Născut la Haifa în 1958, Stibbe a studiat matematica și informatica la Universitatea Bar Ilan din Ramat Gan și a obținut titlul de master în administrația de afaceri la Universitatea Europeană din Belgia.
Părinții săi s-au cunoscut la Amsterdam și au emigrat din Țările de Jos în Israel în anul 1953. Tatăl său, născut în Indonezia a fost cercetător al solului și apelor la Institutul Vulkani din Rehovot, iar mama sa, Alma, a lucrat ca asistentă socială la Centrul de Sănătate Mintală de la Ramat Hen, la Ramat Gan. Stibbe a crescut până la vârsta de 7 ani în Statele Unite, unde tatăl său a facut studii de doctorat.
În Israel el a studiat la liceul Blich din Ramat Gan și a fost activ în mișcarea de cercetași.

### Cariera militară
Stibbe a fost vreme de 33 ani aviator in aviația militară israeliană, unde a pilotat avioane de luptă F-16 Falcon. În această calitate a obținut numeroase recorduri in cadrul forțelor aeriene ale Israelului. De asemenea a pilotat avioane de tip Douglas A-4, McDonnel F-4, și F-16 etc.
În Războiul din Liban din 1982 a doborât patru avioane inamice într-o singură descindere. A obținut rangul de colonel.
În cursul serviciului său militar a fost alocat escadrilei 117 și a pilotat avioane F-16 sub comanda colonelului Ilan Ramon, care a devenit mai târziu cel dintâi cosmonaut israelian și a murit în anul 2003 în cursul misiunii STS-1073 la bordul Navetei spațiale americane Columbia.

### Cariera de afaceri

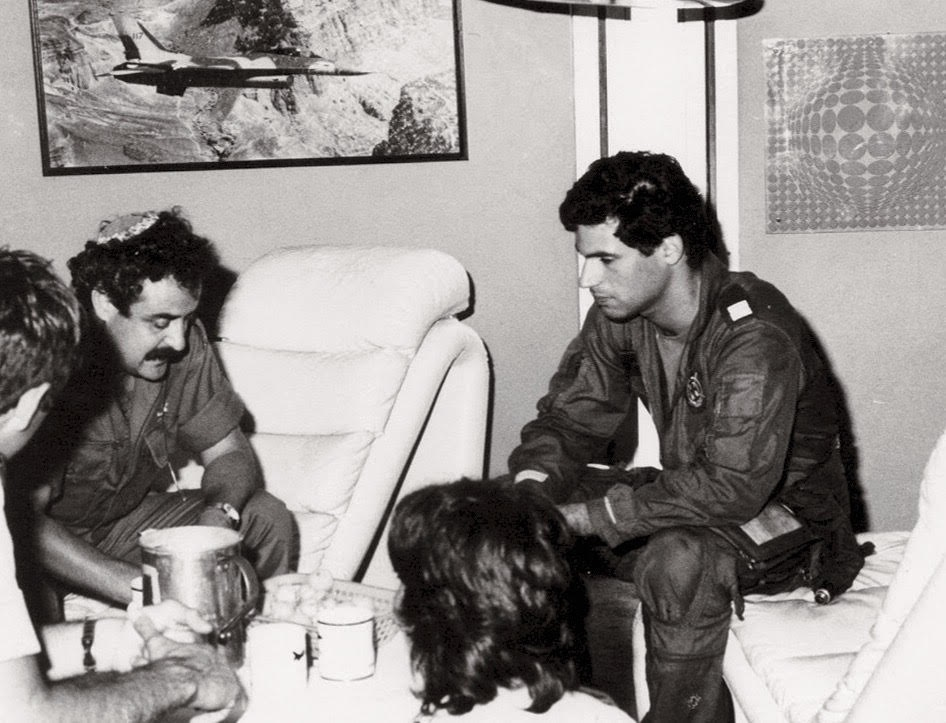
Eytan Stibbe în timpul serviciului său militar

Dupa eliberarea din serviciul militar in 1984 Stibbe a făcut parte din echipa de consilieri ai Industriei Aviatice Israeliene care a participat la construcția echipamentului avionului de luptă Lavi. În 1985 a fost unul dintre fondatorii grupului de afaceri LR care s-a ocupat cu exportul de armament, inclusiv cu amplasarea de sisteme de aparare aeriană și navală (dezvoltate de companiile israeliene Rafael si Elbit), cu constructia unei infrastructuri în țări în curs de dezvoltare, constructia de aeroporturi, punerea în funcție de rețele de comunicații celulare și prin sateliți, proiecte de dezvoltare a agriculturii, înființarea de sate de tineret etc. Stibbe a fost responsabil mai ales cu dezvoltarea sistemului de finanțare a unor proiecte internaționale, în colaborare cu bănci și institutii internaționale pentru promovarea dezvoltării. În 2011 s-a despărțit de companie și și-a vândut partea (33%). În 2012 a cumpărat 35% din compania Mitrali , care se ocupa de domenii similare cu cele ale companiei LR.Ăn 2018 a părăsit compania și și-a vândut partea.  
A fost criticat pentru implicarea sa în vânzare de arme unor rasculati în cursul Războiului civil in Angola. Ulterior s-a apropiat de președintele Jose Edouardo Dos Santos 
Stibbe este unul din membrii fondatorii în 2010 și conducătorii Fondului Vital Capital, fond de investiții de capital, specializat în dezvoltarea Africii subsahariene. Inițial concentrat asupra Angolei, fondul și-a diversificat investițiile spre Coasta de Fildeș și Ghana. Fondul investește în agricultură, industria alimentară, construcția de locuințe accesibile pentru populația defavorizată, crearea de servicii de purificarea apei, electricitate și servicii medicale.

## Zborul spațial
A fost acceptat pentru un zbor spațial la bordul navetei Crew Dragon in cadrul unei misiuni private din 2022, organizată de societatea Axiom Space. Participarea sa la misiunea SpaceX Axiom Space-1 a fost confirmată în noiembrie 2020.  
Numele israelian al misiunii a fost Rakia (bolta cerească -în ebraică) care a fost și titlul ediției rămășițelor jurnalului de bord al lui Ilan Ramon. 
Lansarea a avut loc la 8 aprilie 2022 la Centrul Spațial Kennedy. Stibbe a fost al 583-lea pasager spațial din lume. 